# 菱川師喜
菱川 師喜 （ひしかわ もろよし、生没年不詳）とは、江戸時代の浮世絵師。

## 来歴
『浮世絵師伝』によれば菱川師宣の次男で俗称は沖之丞、兄の菱川師房が俗称を吉左衛門から吉兵衛と改めるにあたり、その吉左衛門を襲名したという。ただし師宣の次男は菱川師永ともいわれおり、川崎芳郎は師永を師宣の娘婿としている。『浮世絵事典（定本）』は師喜の作について、「元禄時代の作と思われる肉筆美人画がある」とするが不明。